# Blaine megye (Oklahoma)
Blaine megye az Amerikai Egyesült Államokban, azon belül Oklahoma államban található. Megyeszékhelye és legnagyobb városa Watonga. Lakosainak száma 8735 fő (2020. április 1.). Blaine megye Major, Caddo, Kingfisher, Canadian, Dewey és Custer megyékkel határos.

## Népesség
A megye népességének változása:
| Lakosok száma | 9905 | 9684 | 9786 | 9720 | 9833 | 8735 |
|               | 2010 | 2011 | 2012 | 2013 | 2015 | 2020 |